# Grand'Rivière
Grand'Rivière là một xã thuộc tỉnh Martinique nước Pháp. Xã này nằm ở khu vực có độ cao từ 0-1300 mét trên mực nước biển. Dân số theo điều tra năm 2007 của INSEE là 835 người.